# Gare d'Anyang
La gare d'Anyang (hangeul : 안양 ; hanja : 安養) est une gare ferroviaire de la ligne Gyeongbu. Elle est située au 232 Manan-ro, dans le quartier Anyang 1-dong de l'arrondissement Manan-gu (en) de la ville Anyang-si, dans la province Gyeonggi-do, au sud-ouest de la ville de Séoul en Corée du Sud.
Ouverte en 1905, elle est desservie par des trains Mugunghwa-ho de Korail. Elle est en correspondance directe, depuis 1974, avec la station Anyang (métro de Séoul) de la ligne 1 du métro de Séoul.

## Situation ferroviaire
La gare d'Anyang est située sur la ligne Gyeongbu, entre la gare de Yeongdeungpo et la gare de Suwon. Elle est en correspondance avec la station Anyang (métro de Séoul) desservie par la ligne 1 du métro de Séoul.

## Histoire

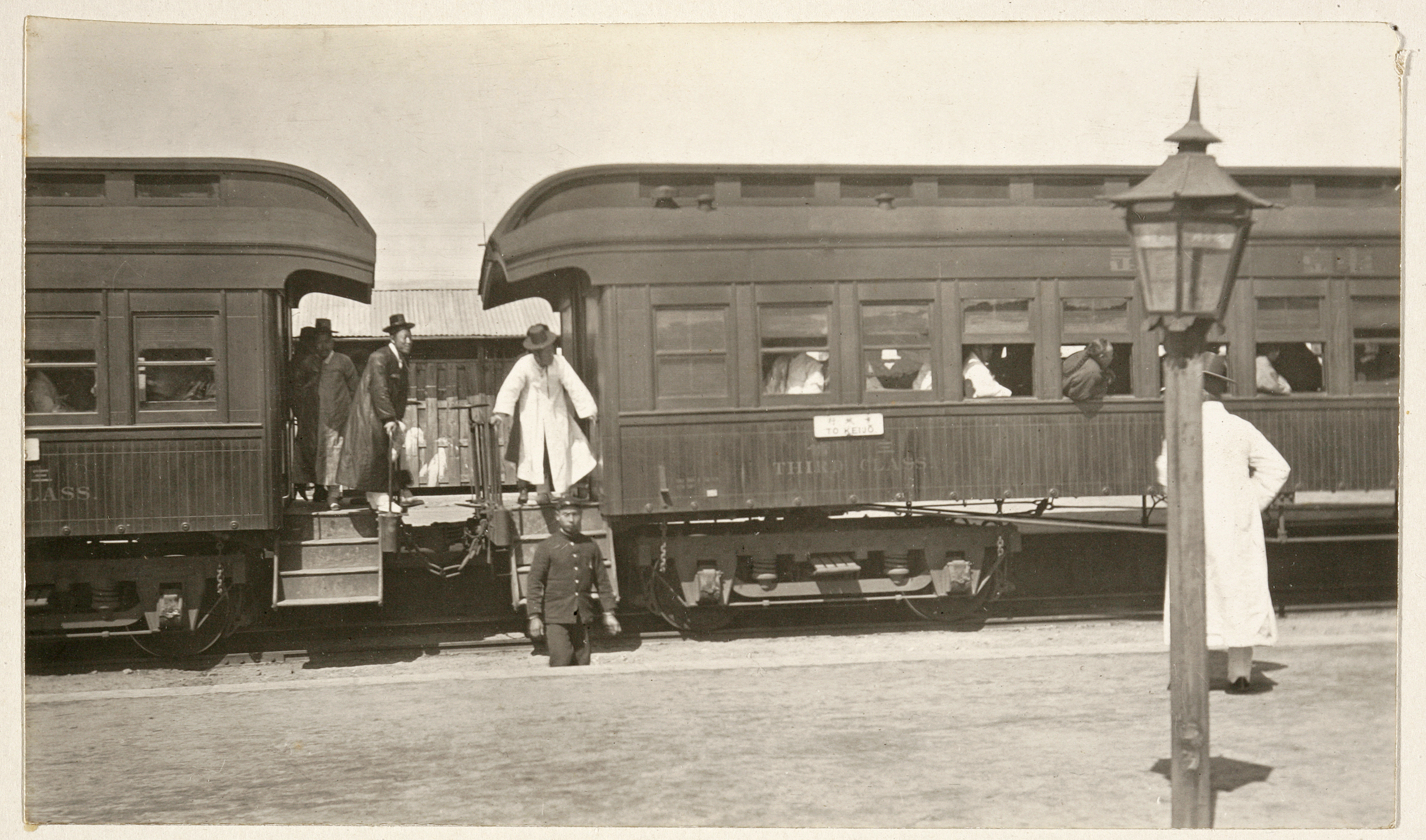
La gare vers 1905.

La gare Anyang d'origine est mise en service le 1er janvier 1905, lors de l'ouverture à l'exploitation de la ligne Gyeongbu. Le 26 janvier 1951 la gare est détruite lors du conflit de la guerre de Corée.
La gare reconstruite est ouverte le 23 juin 1956. Après l'arrêt du traitement des marchandises en 1994, la suspension du service des marchandises est officielle en décembre 2001.
La nouvelle gare construite sur des fonds privés, partagée avec la station du métro, est achevée le 15 décembre 2001

## Service des voyageurs

### Accueil
La gare est située au 232 Manan-ro, dans le quartier Anyang 1-dong. Elle dispose de trois bouches et partage ses installations avec la station du métro.

### Desserte
Anyang est desservie par des trains de voyageurs korail, notamment le Mugunghwa-ho.

Installations
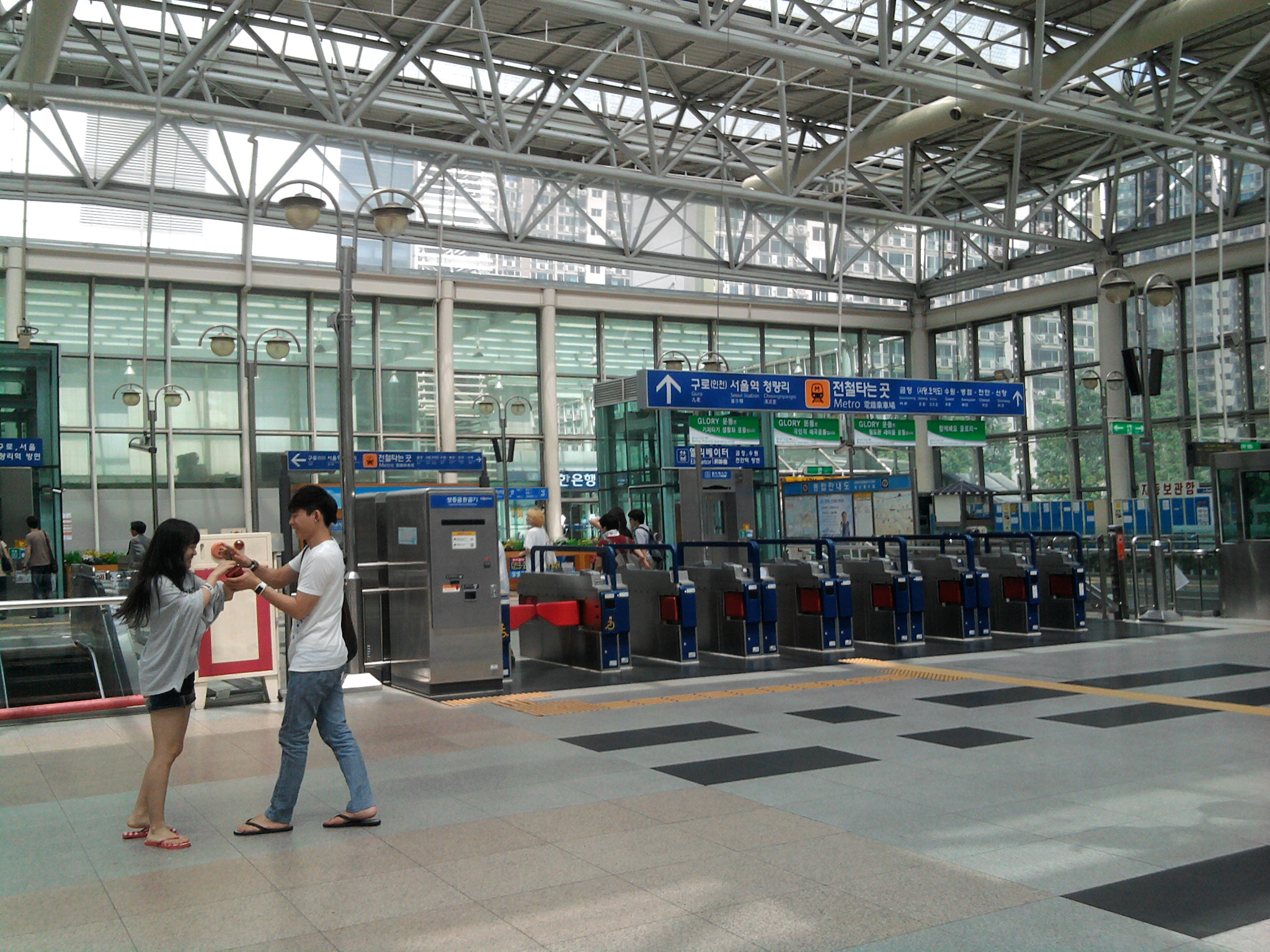
En 2011.
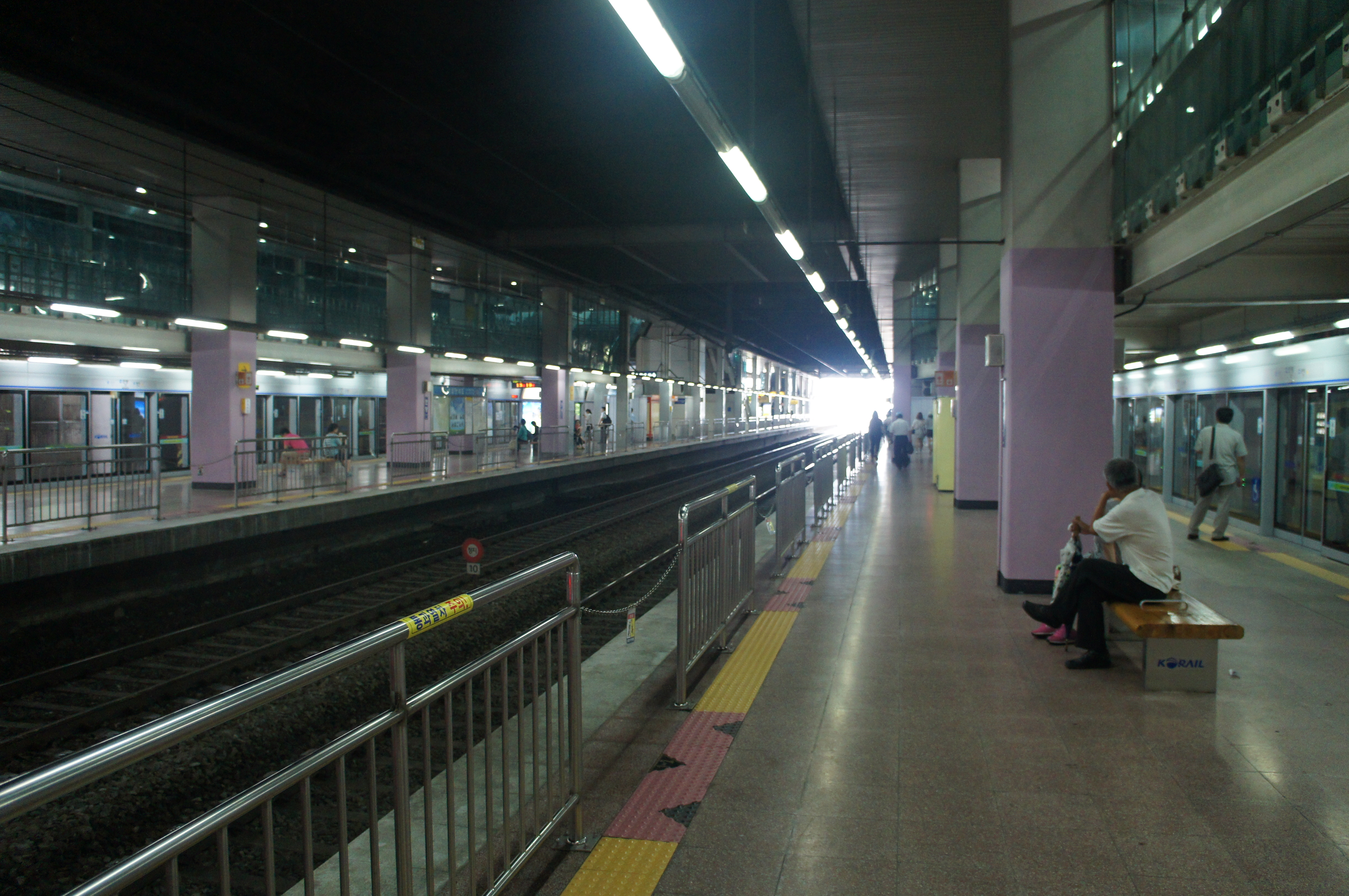
En 2013.

### Intermodalité
Elle est en correspondance directe avec la station Anyang desservie par les rames de services omnibus et express de la ligne 1 du métro de Séoul. Des arrêts de bus sont situés à proximité.